# Hacımahmutlu, Espiye
Hacımahmutlu là một xã thuộc huyện Espiye, tỉnh Giresun, Thổ Nhĩ Kỳ. Dân số thời điểm năm 2011 là 670 người.